# Christoph B. Rüger
Christoph Bernhard Rüger, né le 3 juillet 1937 à Liegnitz, est un archéologue spécialisé dans l'archéologie provinciale romaine, historien de la culture et directeur de musée allemand. Son domaine de recherche s'étend aux provinces de l'Empire romain, à l'épigraphie et à l'armée romaine.

## Biographie
Déjà à l'école, dès 1956 (diplômé du lycée Beethoven (de) de Bonn en 1958) et en tant qu'étudiant, il acquiert une expérience de fouilles lors des travaux menés par le Rheinisches Landesmuseum Bonn à Neuss.
Il travaille aussi durant ses études dans le territoire du Yukon (Canada), sous la direction de Richard MacNeish (en), à Bonn, Krefeld et, de 1962 à 1965, à Tarragone (plus précisément à Centcelles) avec l'antenne madrilène de l'Institut archéologique allemand (DAI). Rüger étudie l'histoire, la philologie classique, l'archéologie classique et la philosophie dans les universités de Bonn et Toronto. Il reçoit une formation théorique et pratique aux méthodes scientifiques de l'archéologie de terrain et de l'archéologie aérienne à travers le département compétent du Rheinisches Landesmuseum Bonn.
En 1965, il obtient son doctorat à Bonn avec une thèse sur l'histoire de la province romaine de Germanie inférieure, sous la direction de Johannes Straub (de) et Harald von Petrikovits (de). La même année, en tant qu'employé du Rheinisches Landesmuseum Bonn, il dirige les fouilles romaines menées jusqu'en 1973 à Bonn, Krefeld-Gellep et Xanten. Pour Petrikovits, il entreprend de 1968 à 1969 des fouilles dans le camp militaire romain de Lambèse (Algérie) et fait de l'Afrique romaine une zone de fouilles privilégiée, travaillant en particulier à Lambèse et Siga en Algérie (1969-1973, 1977-1978), à Chemtou en Tunisie (1980-1985) et Zeugma en Turquie (1999-2002).
De 1973 jusqu'à sa retraite anticipée pour des raisons de santé à la fin 1989, Rüger est directeur du Rheinisches Landesmuseum Bonn, succédant à Petrikovits. Jusqu'en 1986, il est chef des fouilles archéologiques dans la région rhénane. Alors que l'inventaire archéologique du site de Colonia Ulpia Traiana, zone fortifiée de 83 hectares constituant la plus importante structure urbaine romaine développée au nord des Alpes, est menacé dès 1945 par les activités humaines et partiellement dégradé, des dizaines de milliers de mètres carrés sont fouillés entre 1951 et 1973 par le Rheinisches Landesmuseum Bonn, en tant qu'institution chargée des fouilles en Rhénanie, à l'exception de la ville de Cologne. En 1971, Rüger débute avec Heinz Trauten, nouveau maire de Xanten, le sauvetage du site. En juillet 1974, un plan novateur de développement de la Rhénanie-du-Nord-Westphalie acquiert force de loi ; cette mesure, la plus importante pour protéger un site archéologique en Allemagne, met fin une fois pour toutes à la surexploitation du site. Le musée régional et le parc archéologique de Xanten (de) sont alors ouverts, respectivement à l'été 1974 et à l'été 1978, en tant que départements du Rheinisches Landesmuseum Bonn.
En tant que consultant national et international en matière de préservation des sites archéologiques, Rüger travaille au Portugal, en Espagne et au Lesotho. De 1992 à 1997, il participe à la création du musée de Chemtou avec le docteur suisse Martin Hartmann.
Depuis 1985, Rüger est professeur honoraire d'histoire et d'archéologie de la Rhénanie romaine à l'université de Bonn, où il a enseigné de 1978 à 2003.
En collaboration avec Julianus Egidius Bogaers (de), il organise en 1974 le dixième congrès international d'études sur les frontières romaines et en publie les actes et contributions.
En 1969, il devient membre correspondant du DAI puis un membre à part entière à partir de 1974. Rüger est membre de la commission romain-germanique du DAI de 1974 à 1993, de la commission du DAI pour le département de Bagdad et du conseil d'administration du musée central romain-germanique de Mayence de 1983 à 1993. De 1983 à 1991, il préside également l'association des musées allemands.

## Édition
De 1973 à 1991, il est rédacteur en chef des publications universitaires suivantes :
- Bonner Jahrbücher (de)
- Epigraphische Studien
- Archaeo-Physika
- Beihefte der Bonner Jahrbücher
- Rheinische Ausgrabungen (de)
- Limesforschungen